# 카이카이 카일러
헤이즌 셜리 카일러(영어: Hazen Shirley Cuyler, 영어 발음: /'heɪzɛn ˈʃɜː(ɹ)li ˈkaɪlər/, 1898년 8월 30일~1950년 2월 11일)는 카이카이(영어: Kiki, 영어 발음: /ˈkaɪˈkaɪ/)라는 별명으로 알려진 미국의 프로 야구 선수이자 코치, 감독으로, 선수 시절 포지션은 우익수였다. 1921년부터 1938년까지 메이저 리그 베이스볼(MLB)의 피츠버그 파이리츠, 시카고 컵스, 신시내티 레즈, 브루클린 다저스에서 선수 생활을 하였다.
내셔널 리그(NL)에서 도루 부문 네 차례 1위와 득점 부문 두 차례 1위를 했으며, 네 차례 3할 5푼 이상의 시즌 타율을 기록했다. 1925년에는 26개의 3루타를 기록해 1900년 이후 한 시즌에서 두 번째로 많은 3루타를 쳐낸 선수로 기록되었다. 세 시즌에서 200개 이상의 안타를 쳐냈으며, 피츠버그 소속으로 1925년 월드 시리즈 우승을 경험했다. 통산 타율 .321를 기록했으며, 1968년 베테랑 위원회를 통해 미국 야구 명예의 전당에 헌액되었다.

## 어린 시절
카이카이 카일러는 1898년 8월 30일 미국 미시간주 해리스빌에서 조지와 애나 카일러의 아들로 태어났다. 부모 조지와 애나는 캐나다에서 태어났으며, 조지는 캐나다에서 세미 프로 야구 선수로 뛰었다. 조지와 애나의 윗 세대들은 미국 독립 전쟁이 발발할 때 캐나다로 이주했다가, 1880년대에 미시간주로 다시 옮겨갔다. 카일러는 학교에서 야구, 축구, 농구, 육상에 뛰어난 자질을 보였으며, 학창 시절 내내 술을 마시거나 담배를 피지 않았다. 고등학교 졸업 후에는 웨스트포인트에 3개월 있다가 미시간주 플린트로 돌아와 뷰익 모터스 조립 공장에서 일했다. 카일러는 플린트와 디트로이트에서 경기를 치르는 인더스트리얼 리그에서뿐만 아니라 뷰익 공장 야구팀에서도 뛰었다. 미시간-온타리오 리그 소속의 베이시티 울브스는 1920년 카일러와 계약을 맺었다. 그해 시즌 카일러는 타율 .317와 16개의 3루타를 기록했다. 같은 해 9월에 피츠버그 파이리츠는 카일러와의 계약을 사들였다.

## 선수 경력

### 피츠버그 파이리츠
카일러는 세 시즌 동안 피츠버그 파이리츠 소속으로 메이저 리그에서 이따금 모습을 드러냈지만, 대부분을 마이너 리그에서 보냈다. 1923년에는 서던 어소시에이션의 내슈빌 볼스에서 뛰며 .340의 타율을 기록했다. 카일러의 별명이 자리 잡기 시작한 시점이 바로 내슈빌에 있을 때였다. '카이카이(영어: Kiki)'라는 별명이 유래한 데에는 두 가지 설명이 존재하는데, 첫 번째 설명에 따르면 카일러는 고등학교 시절부터 '카이(영어: Cuy)'라는 별명으로 불렸다고 한다. 내슈빌의 외야에 뜬공이 떴을 때 카일러가 이를 처리하기로 하면 유격수가 먼저 '카이'라고 외친 뒤 2루수가 이를 뒤따라 했고, 이렇게 경기장 안에서 울려 퍼진 이름이 내슈빌 팬들 사이에서 유행했다고 한다. 두 번째 설명에 따르면 내슈빌의 감독이 타순을 외치면서 그를 부를 때면 성 카일러를 더듬으며 말했는데, 이걸 듣고 다른 선수들이 장난치며 따라 하다가 별명으로 굳어졌다고 한다.
카일러는 1924년 시즌에 메이저 리그로 승격되어 첫 풀타임 시즌을 치렀다. 시즌 초반에는 카슨 빅비와 출전 시간을 나눠 가지며 플래툰으로 좌익수 포지션을 소화했다가, 5월이 끝난 시점에 13경기에 출전해 4할이 넘는 타율을 기록하면서 주전 외야수로 발돋움했다. 그해 8월 9일 경기에서는 3개의 2루타와 한 개의 3루타를 포함해 6안타를 쳐내며 필라델피아 필리스를 상대로 팀의 16–4 대승에 기여했다. 시즌 최종 성적은 117경기 출전해 .354의 타율과 94득점, 32도루를 기록했다. 과거 피츠버그의 감독이자 후일 명예의 전당에도 이름을 올리는 프레드 클라크는 "카일러는 제2의 [타이] 콥이 될 수도 있다"고 이야기하기도 했다.

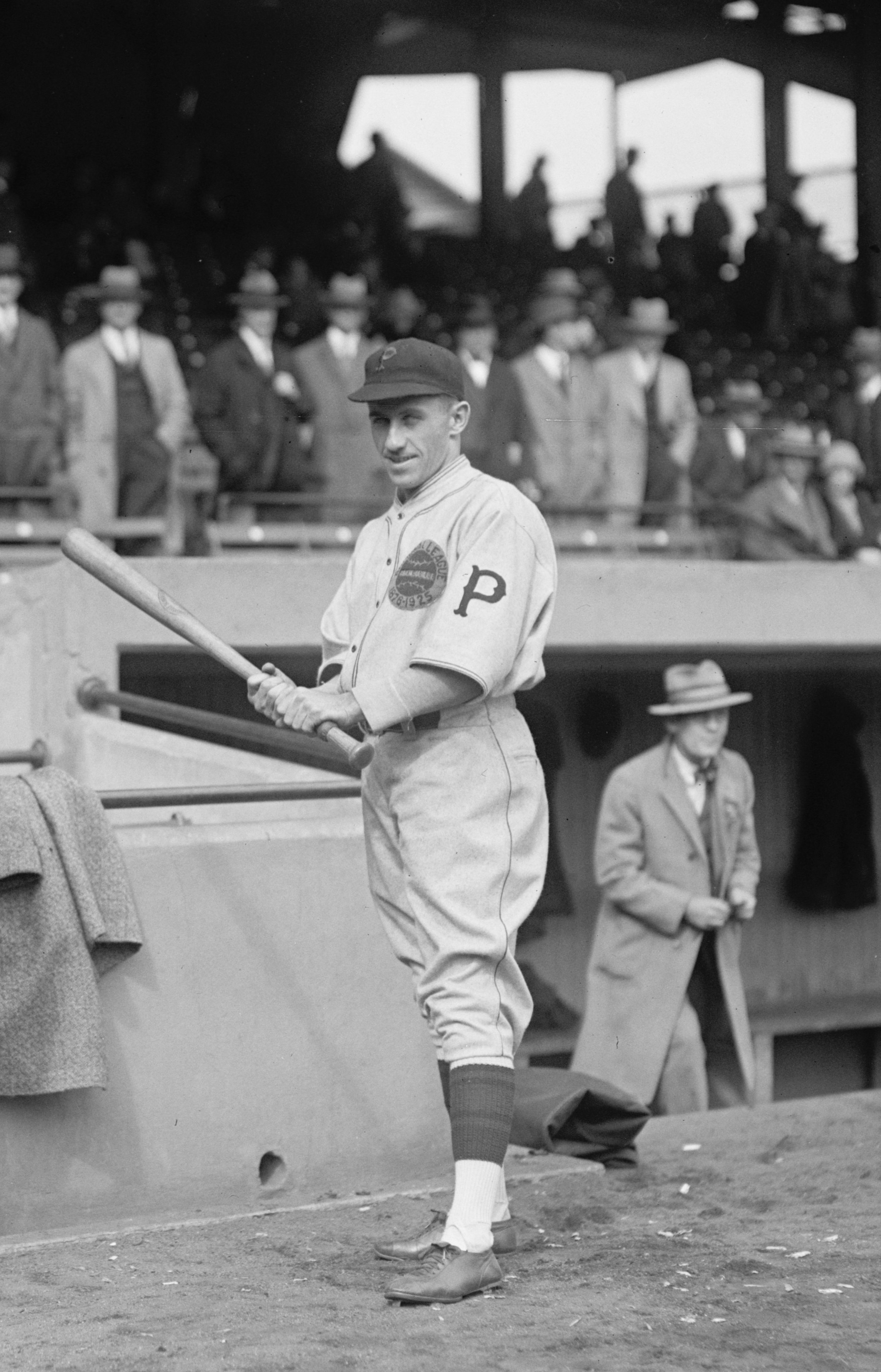
1925년 피츠버그 파이리츠 시절의 카이카이 카일러.

1925년 6월 4일, 카일러는 사이클링 히트와 함께 한 개의 볼넷과 한 개의 도루를 기록하며, 필리스를 상대로 한 16–3의 대승을 도왔다. 8월의 한 경기에서는 필라델피아에 소재한 크기가 작은 야구장으로 알려진 베이커 보올에서 2개의 인사이드 더 파크 홈런을 기록했다. 같은 해 9월 18일부터 20일까지는 10타수 연속 안타로 이 부문 내셔널 리그 기록과 타이를 이루기도 했다. 이해 시즌 모두 8개의 인사이드 더 파크 홈런을 쳐냈으며, 144득점과 26개의 3루타로 이 부문 내셔널 리그 1위를 했고 .357의 타율로 개인 통산 두 번째로 3할 5푼 이상의 타율을 기록함과 동시에 이 부문 커리어 하이를 기록했다. 또한 이해 시즌 기록한 369루타는 팀 신기록이었다. 소속팀 피츠버그 파이리츠는 내셔널 리그 페넌트 우승을 차지했으며 1925년 월드 시리즈에서 워싱턴 세너터스를 상대했다. 카일러는 시리즈에서 타율 .269에 그쳤지만, 7차전에서 결승 2타점 2루타를 쳐내며 팀의 7차전 9–7 승리를 이끌었다. 이해 우승은 카일러의 커리어에서 유일한 월드 시리즈 우승으로 남았다.
1926년 4월, 폴 워너가 파이리츠 선수단에 합류해 우익수 포지션을 꿰차면서, 카일러는 중견수와 좌익수로 포지션을 옮겨야 했다. 이해 시즌 초반 카일러는 6월 11일까지 .381의 타율로 맹타를 휘둘렀으나, 남은 시즌 절반 동안은 .299로 하락세를 보였다. 시즌 중반이던 8월 11일은 카일러와 소속 구단 파이리츠에 있어 중요한 전환점이 되었는데, 이날 베이브 애덤스, 카슨 빅비, 그리고 팀 주장이자 후일 명예의 전당에 입성하는 맥스 캐리는 프레드 클라크 부사장의 경기장 출입을 금지하기 위한 선수단 찬반 투표를 진행했다. 하지만 투표 결과는 18–6으로 클라크 부사장을 벤치에 남기자는 의견이 우세했고, 투표를 주도했던 이 세 명의 선수들은 8월 13일을 기해 방출되었다. 이후 남은 시즌 동안 피츠버그는 23승 24패를 기록했고, 카일러는 이 사건 이후 .288의 부진한 타격을 보였다. 세 번째 풀타임 시즌이었던 이해 카일러는 .321의 타율과 함께 도루와 득점 부문에서 내셔널 리그 1위에 이름을 올렸다.
1927년 5월 28일, 카일러는 발목 인대 파열로 3주간 결장했다. 선수 커리어 내내 겪게 될 수많은 부상 가운데 첫 번째 부상이었다. 카일러는 1927년 시즌 내내 피츠버그에서 감독직을 맡은 첫해인 도니 부시와 갈등을 겪었고, 8월 6일에는 병살 플레이를 막지 못해서 감독으로부터 50 달러(오늘날 화폐 가치로 745 달러)의 벌금을 물게 되었다. 그로부터 며칠 뒤에 외야 수비를 하다가 컷오프 맨에게 부정확한 송구를 한 뒤에는 감독의 지시로 이후 벤치 신세를 면치 못했는데, 남은 시즌 동안 대부분 대타로 10경기밖에 출전하지 못했다. 소속팀 피츠버그 파이리츠는 월드 시리즈에 진출했지만, 카일러는 감독과의 갈등의 여파로 팬들의 호소에도 불구하고 시리즈에 단 한 경기에도 출전하지 못했다. 그해 11월, 카일러는 내야수 스파키 애덤스와 외야수 피트 스콧의 맞상대로 시카고 컵스에 트레이드되었다.

### 시카고 컵스와 후반기 커리어

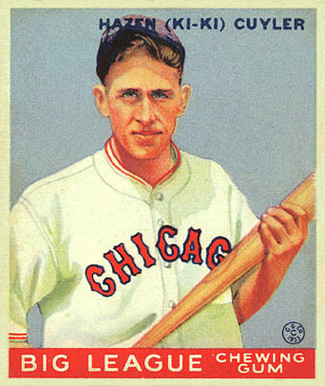
시카고 컵스 유니폼을 입은 카이카이 카일러가 담긴 1933년 가우디 야구 카드.

컵스 시절 카일러는 원래 포지션인 우익수를 소화했으며 타순에서 주로 3번 타자를 맡았다. 1928년 시즌, 발목 부상을 당해 .285의 타율에 그쳤으나 도루 부문에서 내셔널 리그 1위를 하며 통산 두 번째 도루 부문 타이틀을 거머쥐었다. 이해 시즌 중에는 팀 동료 클리프 히스코트와 후일 명예의 전당 입성자 가비 하트넷, 핵 윌슨과 함께 사중창단을 만들기도 했다. 1949년 보스턴 레드삭스에서 코치로서 카일러가 지도했던 자니 페스키는 "그는 아름다운 목소리를 가졌어요. 항상 노래를 불렀어요. 샤워 중에, 라커룸에서..."라고 이야기하기도 했다. 1929년 시즌에 건강한 모습으로 돌아온 카일러는 1926년 이후 가장 많은 경기를 소화했다. 통산 세 번째로 도루 부문 리그 1위를 했으며 .360의 타율로 자신의 세 번째 3할 5푼 이상 시즌을 만들어냈다. 1929년 월드 시리즈에 출전해 시리즈에서 3할을 쳤지만, 소속팀 시카고 컵스는 1승 4패로 준우승에 머물렀다.
1930년 시즌, 카일러는 안타(228), 득점(155), 타점(134) 부문에서 커리어 하이를 경신했고, 통산 네 번째이자 마지막으로 도루 부문 리그 1위를 차지했다. 메이저 리그 기록인 191타점을 올리며 최고의 전성기를 구가하고 있던 핵 윌슨이 이끌었던 시카고 컵스는 페넌트 우승을 놓치고, 1위 세인트루이스 카디널스에 두 경기 차 뒤진 2위를 했다. 1931년 시즌, 카일러는 통산 세 번째로 한 시즌에 200개 이상의 안타를 쳐내며 다시 성공적인 시즌을 만들어냈지만, 150경기 이상 출전한 시즌은 이해가 마지막이었다. 1932년 시즌 초, 카일러는 1루 베이스를 돌다가 왼발 발가락에 골절상을 입고 6주간 결장해야 했다. 같은 해 8월 31일, 카일러는 자신의 프로 커리어를 통틀어 최고의 경기 중 한 경기로 불릴만한 플레이를 보여주었다. 먼저 이날 5–4로 뉴욕 자이언츠에게 한 점 차로 끌려가고 있던 9회말 2아웃 상황에서 이날의 네 번째 안타이자 동점을 만드는 안타를 때리며 경기를 연장으로 이끌었다. 이어 10회초에 뉴욕 자이언츠가 다시 4점을 추가하고 10회말에 시카고 컵스의 첫 두 타자가 차례로 아웃 되면서 승리의 추가 기울어지는 듯했으나, 2아웃 상황에서 카일러의 팀 동료 마크 코에닉의 솔로 홈런과 세 타자 연속 단타가 이어지며 점수는 9–7이 되었다. 그리고 주자 두 명이 나간 상황에서 다음 차례에 타석에 들어선 카일러는 경기를 끝내는 쓰리런 홈런을 터뜨렸다. 이날 카일러는 6타수 5안타에 5타점을 올리는 대활약을 펼쳤다.
시범 경기 중이던 1933년 3월 29일, 카일러는 도루 시도를 하면서 베이스에 슬라이딩을 하던 도중 종아리뼈가 골절되는 부상을 입었다. 이로 인해 그해 7월까지 경기에 나서지 못했다. 출전이 줄어든 그해 .317의 준수한 타율을 기록했으나, 30대 중후반에 접어든 나이와 그동안의 부상 이력 때문에 70경기에 출전해 도루 4개에 그치는 등 그의 주특기였던 빠른 발은 찾아볼 수가 없었다. 다음 시즌인 1934년에는 건강한 모습으로 140경기에 출전해 .338의 타율, 42개의 2루타를 기록했다. 1935년에는 시즌 전반기에 .268의 타율로 부진한 모습을 보였고, 시즌 중도에 팀에서 방출되는 아픔을 겪었다. 자유 계약 신분이 된 카일러는 그해 7월 신시내티 레즈와 계약했다. 신시내티에서의 첫 풀타임 시즌이었던 1936년, 카일러는 144경기에 출전해 .326의 타율과 185안타를 기록했고, 1930년의 37도루 이후 가장 많은 16개의 도루를 해냈다. 1937년 시즌에는 스프링 트레이닝 기간에 광대뼈 골절을 당해 시즌 중 출전 경기 수가 117경기로 줄어들었으며, 11경기에만 출전했던 1923년 시즌 이후 처음으로 무홈런 시즌을 보냈다. 그해 10월 신시내티에서 방출되었고, 카일러는 은퇴를 결심했다. 하지만 다음 시즌 브루클린 다저스와 계약해 마지막 한 시즌을 뛰게 되었는데, 이해 내셔널 리그에서 가장 나이가 많은 선수였다. 1938년 시즌 58경기에 선발 출전했고, 9월 16일에 선수로서는 더 이상 뛰지 못하게 되었으나 남은 시즌 동안 팀에서 코치 역할을 맡았다.

## 말년과 평가

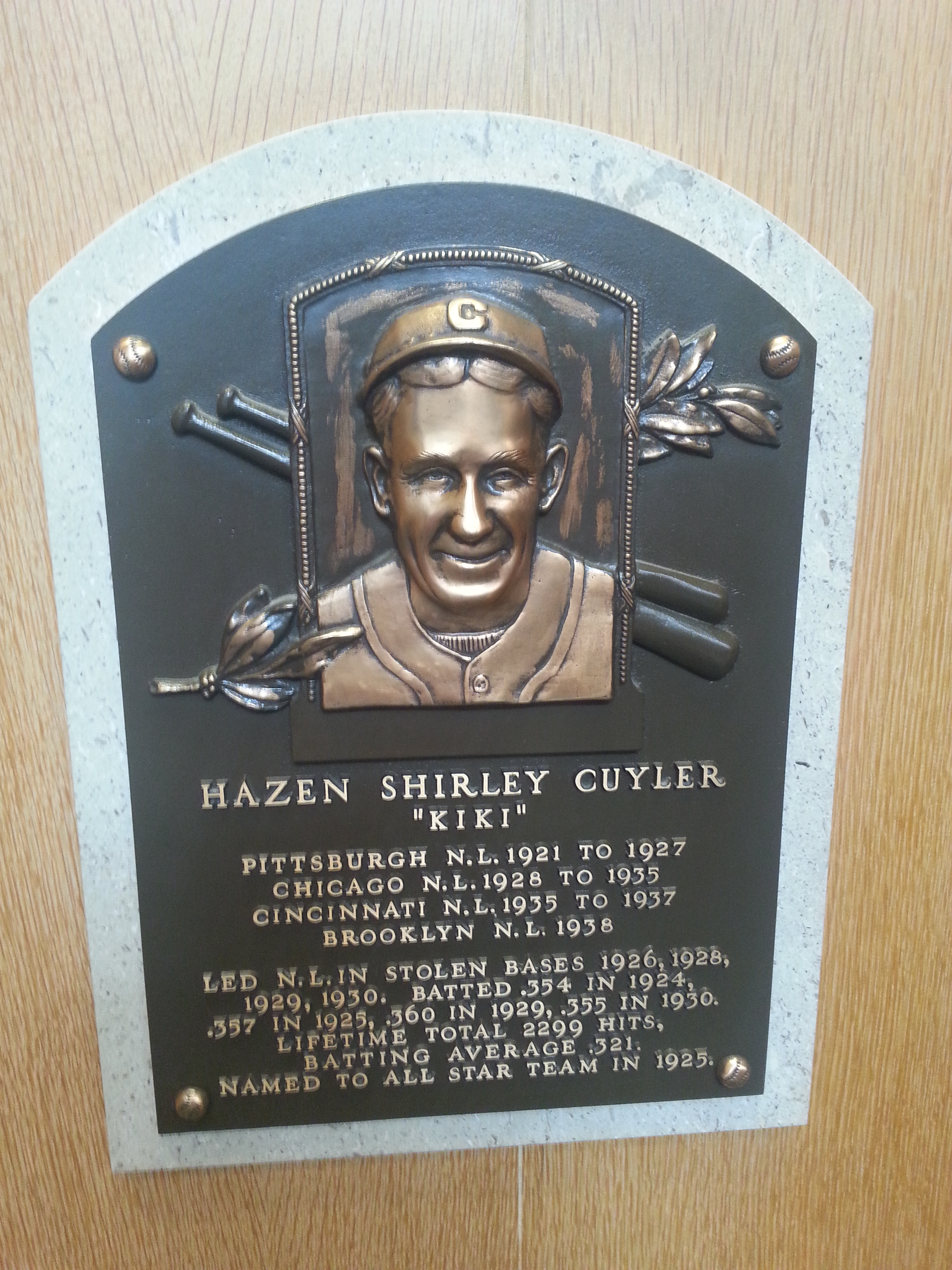
미국 야구 명예의 전당에 있는 카이카이 카일러의 동판.

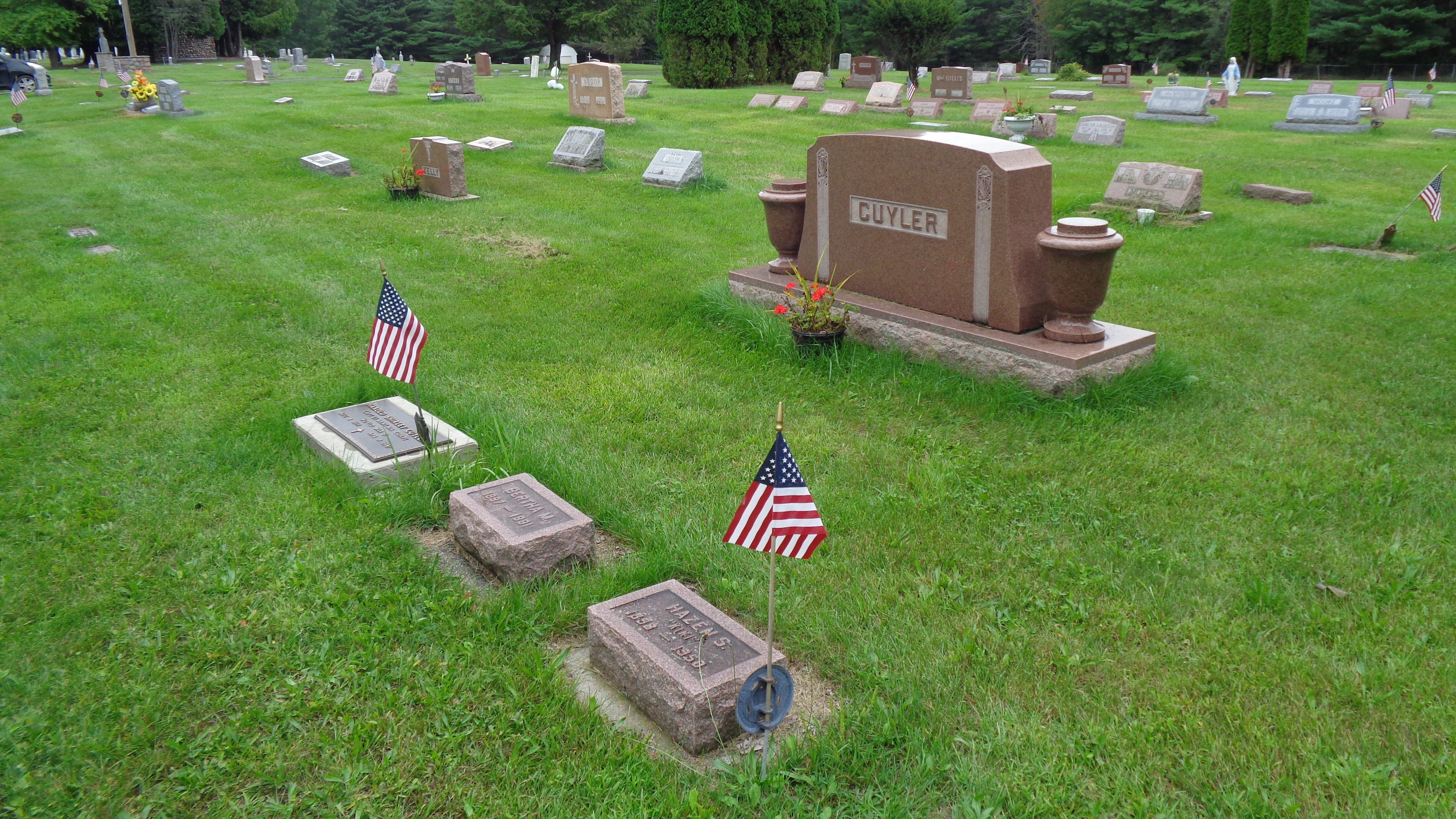
카이카이 카일러 가족 묘지.

카일러는 선수로서 은퇴한 뒤에 마이너 리그 팀의 감독을 맡았다. 1939년 시즌에 조 엥겔 휘하에서 미국에서 몇 안 되는 팬이 소유한 구단 중 하나였던 채터누가 룩아웃츠의 감독을 맡아 서던 어소시에이션의 정규 시즌 페넌트 우승을 이끌었다. 이어 시카고 컵스(1941~1943)와 보스턴 레드삭스(1949)에서 코치를 맡았으며, 1950년 시즌의 개막을 앞두고 보스턴의 3루 코치를 맡기로 했다. 하지만 그해 2월 2일에 미시간주 글레니에서 얼음낚시를 하던 도중 심장 마비가 일어났다. 이어 병원에서 치료받던 중 다리에 혈전이 발생했고, 상태가 악화하여 2월 11일 미시간주 앤아버에 있는 병원으로 후송되던 도중 사망했다. 시신은 미시간주 해리스빌타운십에 있는 세인트 앤 공동묘지에 묻혔다.
카일러는 통산 타율 .321, 2,299안타, 2루타 394개, 3루타 157개, 128홈런, 1,065타점, 676볼넷, 328도루를 기록했다. 세 시즌에서 200개 이상의 안타를 때렸고, 득점 부문에서 두 차례 리그 1위에 이름을 올렸다. 한 차례 6안타 경기, 다섯 차례 5안타 경기, 31차례 4안타 경기를 만들었는데, 4안타 경기 중 10차례는 1925년에 달성한 기록이었다. 1930년 시즌에는 228안타와 155득점을 기록했는데, 이 두 기록은 오늘날에도 여전히 시카고 컵스 구단 역사상 각 부문 2위의 기록으로 남아 있다. 또한 같은 해 기록한 50개의 2루타는 당시 이 부문 팀 최다 기록이었다. 파이리츠 유니폼을 입고 뛰던 기간의 통산 타율 .336는 피츠버그 역대 3위에 랭크되어 있으며, 1925년 시즌의 220안타는 당시 피츠버그 선수로서는 단일 시즌 최다 안타 타이기록이었다. 또한 메이저 리그에서 10회 3할 이상의 타율을 기록했다.
카일러는 야구 선수 중에서도 예의 바르면서 수줍음이 많고 친절한 선수로 유명했다. 명예의 전당에 헌액된 조 크로닌은 카일러를 두고 "내가 야구계에서 만난 가장 훌륭하고 깨끗한 동료 중 한 사람이었어요. 제가 1925년에 파이리츠에 합류했을 때 카일러는 인정받는 선수였지만 언제나 기꺼이 도와주었어요."라고 말했다. 《스포팅 뉴스》에서는 "경기장 안팎에서 모범이 되는 선수"라고 일컬었다. 카일러는 1968년 미국 야구 명예의 전당에 헌액되었다.
카일러의 아들 해럴드는 아버지가 세상을 떠난 후 해리스빌에서 '카이 카일러의 바 앤드 그릴'(Ki Cuyler's Bar & Grill)이라는 이름의 음식점을 열어 한동안 소유 및 운영했다. 음식점은 2018년 12월 화재로 소실되기 전까지 운영되었다. 2008년, 주립 고속도로 M-72의 일부 중 미시간주 앨코나군에 포함되는 도로는 '헤이즌 셜리 '카이카이' 카일러 메모리얼 하이웨이'(Hazen Shirley 'Kiki' Cuyler Memorial Highway)라고 명명되었다.

## 통산 기록
| 연 도      | 소 속      | 경 기 | 타 석 | 타 수 | 득 점 | 안 타 | 2 루 타 | 3 루 타 | 홈 런 | 루 타 | 타 점 | 도 루 | 도 루 자 | 희 생 번 | 희 생 플 | 볼 넷 | 고 4 | 사 구 | 삼 진 | 병 살 타 | 타 율 | 출 루 율 | 장 타 율 | O P S |
| ---------- | ---------- | ----- | ----- | ----- | ----- | ----- | ------- | ------- | ----- | ----- | ----- | ----- | -------- | -------- | -------- | ----- | ---- | ----- | ----- | -------- | ----- | -------- | -------- | ----- |
| 1921년     | PIT        | 1     | 3     | 3     | 0     | 0     | 0       | 0       | 0     | 0     | 0     | 0     | 0        | 0        |          | 0     |      | 0     | 1     |          | .000  | .000     | .000     | .000  |
| 1922년     | PIT        | 1     | 0     | 0     | 0     | 0     | 0       | 0       | 0     | 0     | 0     | 0     | 0        | 0        |          | 0     |      | 0     | 0     |          |       |          |          |       |
| 1923년     | PIT        | 11    | 46    | 40    | 4     | 10    | 1       | 1       | 0     | 13    | 2     | 2     | 3        | 0        |          | 5     |      | 1     | 3     |          | .250  | .348     | .325     | .673  |
| 1924년     | PIT        | 117   | 515   | 466   | 94    | 165   | 27      | 16      | 9     | 251   | 85    | 32    | 11       | 12       |          | 30    | 1    | 7     | 62    |          | .354  | .402     | .539     | .940  |
| 1925년     | PIT        | 153   | 701   | 617   | 144   | 220   | 43      | 26      | 18    | 369   | 102   | 41    | 13       | 12       |          | 58    | 1    | 13    | 56    |          | .357  | .423     | .598     | 1.021 |
| 1926년     | PIT        | 157   | 694   | 614   | 113   | 197   | 31      | 15      | 8     | 282   | 92    | 35    | 20       | 21       |          | 50    | 0    | 9     | 66    |          | .321  | .380     | .359     | .840  |
| 1927년     | PIT        | 85    | 330   | 285   | 60    | 88    | 13      | 7       | 3     | 124   | 31    | 20    | 1        | 5        |          | 37    | 1    | 3     | 36    |          | .309  | .394     | .435     | .829  |
| 1928년     | CHC        | 133   | 581   | 499   | 92    | 142   | 25      | 9       | 17    | 236   | 79    | 37    | 9        | 24       |          | 51    | 3    | 7     | 61    |          | .285  | .359     | .473     | .832  |
| 1929년     | CHC        | 139   | 596   | 509   | 111   | 183   | 29      | 7       | 15    | 271   | 102   | 43    | 11       | 16       |          | 66    | 0    | 5     | 56    |          | .360  | .438     | .532     | .970  |
| 1930년     | CHC        | 156   | 741   | 642   | 155   | 228   | 50      | 17      | 13    | 351   | 134   | 37    | 10       | 17       |          | 72    | 0    | 10    | 49    |          | .355  | .428     | .547     | .975  |
| 1931년     | CHC        | 154   | 710   | 613   | 110   | 202   | 37      | 12      | 9     | 290   | 88    | 13    | 17       | 20       |          | 72    | 5    | 5     | 54    |          | .330  | .404     | .473     | .877  |
| 1932년     | CHC        | 110   | 489   | 446   | 58    | 130   | 19      | 9       | 10    | 197   | 77    | 9     | 7        | 10       |          | 29    | 0    | 4     | 43    |          | .291  | .340     | .442     | .782  |
| 1933년     | CHC        | 70    | 294   | 262   | 37    | 83    | 13      | 3       | 5     | 117   | 35    | 4     | 3        | 7        |          | 21    | 0    | 4     | 29    | 10       | .317  | .376     | .447     | .823  |
| 1934년     | CHC        | 142   | 608   | 559   | 80    | 189   | 42      | 8       | 6     | 265   | 69    | 15    | 8        | 13       |          | 31    | 1    | 4     | 62    | 10       | .338  | .377     | .474     | .851  |
| 1935년     | CIN        | 107   | 430   | 380   | 58    | 98    | 13      | 4       | 6     | 137   | 40    | 8     | 7        | 6        |          | 37    | 2    | 7     | 34    | 5        | .258  | .335     | .361     | .695  |
| 1936년     | CIN        | 144   | 623   | 567   | 96    | 185   | 29      | 11      | 7     | 257   | 74    | 16    | 11       | 7        |          | 47    | 1    | 2     | 67    | 7        | .326  | .380     | .453     | .833  |
| 1937년     | CIN        | 117   | 449   | 406   | 48    | 110   | 12      | 4       | 0     | 130   | 32    | 10    | 10       | 5        |          | 36    | 0    | 2     | 50    | 15       | .271  | .333     | .320     | .654  |
| 1938년     | BKN        | 82    | 290   | 253   | 45    | 69    | 10      | 8       | 2     | 101   | 23    | 6     | 7        | 1        |          | 34    | 5    | 2     | 23    | 6        | .273  | .363     | .399     | .763  |
| 통산: 18년 | 통산: 18년 | 1879  | 8100  | 7161  | 1305  | 2299  | 394     | 157     | 128   | 3391  | 1065  | 328   | 148      | 176      |          | 676   | 20   | 85    | 752   | 53       | .321  | .386     | .474     | .860  |

- 굵은 글씨는 시즌 최고 성적.
- 병살타는 1933년부터 집계됨.

## 더 읽어보기
- Yellon, Al (2007년 1월 29일). “The Top 100 Cubs Of All Time - #21 Kiki Cuyler”. 《Bleed Cubbie Blue》 (영어).

### 내용주
1. ↑  원문: "Cuyler might become a second [Ty] Cobb."

### 참조주
1. 1 2 3 4 5 6 7 8 9 10 11 12 13  Gregory H. Wolf. “Kiki Cuyler” (영어). Society for American Baseball Research. 2019년 10월 24일에 확인함.
2. ↑  Corcoran, Dennis, pp. 91
3. 1 2 3 4 5 6 7 8 9 10 11 12 13  “Kiki Cuyler Statistics and History”. 《Baseball-Reference.com》 (영어). 2012년 5월 7일에 확인함.
4. ↑  Waldo, Ronald, pp. 5-6
5. 1 2 3  Fleitz, David L., pp. 108
6. ↑  Holmes, Thomas (1924년 7월 22일). “'Kiki' Cuyler quit West Point to Become Major Leaguer”. 《The Brooklyn Eagle》 (영어). 8면. 2019년 10월 28일에 확인함.
7. ↑  Fleitz, David L., pp. 109
8. 1 2 3 4 5  Fleitz, David L., pp. 110
9. ↑  Parker, Clifton B., pp. 65
10. ↑  Parker, Clifton B., pp. 66
11. ↑  O'Connor, Pat. “Bobby Murray” (영어). Society for American Baseball Research. 2015년 4월 18일에 확인함.
12. ↑  “Kiki Cuyler Minor League Statistics & History” (영어). Baseball-Reference.com. 2015년 4월 18일에 확인함.
13. ↑  “1924 Game Logs”. 《Baseball-Reference.com》 (영어). 2019년 10월 24일에 확인함.
14. 1 2 3 4  Fleitz, David L., pp. 111
15. ↑  “June 4, 1925 Game Log”. 《Baseball-Reference.com》 (영어). 2019년 10월 25일에 확인함.
16. ↑  “Cuyler's Fine Work Feature of Bucco's Win”. 《The Pittsburgh Press》 (영어). 1925년 6월 5일. 38면. 2019년 10월 28일에 확인함.
17. ↑  “Cuyler, Kiki” (영어). Baseball Hall of Fame. 2013년 8월 24일에 확인함.
18. ↑  Waldo, Ronald, pp. 138
19. ↑  “Pittsburgh Pirates Single Season Records”. 《Baseball-Reference.com》 (영어). 2019년 10월 24일에 확인함.
20. 1 2 3 4  Fleitz, David L., pp. 112
21. ↑  “Batting Splits 1926”. 《Baseball-Reference.com》 (영어). 2019년 10월 25일에 확인함.
22. ↑  “August 11, 1926: Mutinous Pirates ousted after loss to Brooklyn”. 《Society for American Baseball Research》 (영어). 2020년 1월 12일에 확인함.
23. 1 2 3  Fleitz, David L., pp. 113
24. 1 2  “Cubs, Pirates have Big Feud”. 《The Milwaukee Journal》 (영어). 1933년 4월 15일.
25. ↑  “1927 Game Logs”. 《Baseball-Reference.com》 (영어). 2019년 10월 25일에 확인함.
26. ↑  Corcoran, Dennis, pp. 92
27. ↑  Skipper, John C, pp. 105
28. ↑  Skipper, John C, pp. 106
29. ↑  Fleitz, David L., pp. 114
30. ↑  Fleitz, David L., pp. 115
31. ↑  “Kiki Fractures Toe”. 《The Brooklyn Eagle》 (영어). Associated Press. 1932년 4월 25일. 22면. 2019년 10월 28일에 확인함.
32. 1 2 3  Fleitz, David L., pp. 117
33. ↑  “August 31, 1932 Game Log”. 《Baseball-Reference.com》 (영어). 2019년 10월 24일에 확인함.
34. ↑  “Cuyler Expects Offer from Brooklyn”. 《The Brooklyn Eagle》 (영어). Associated Press. 1935년 7월 5일. 9면. 2019년 10월 28일에 확인함.
35. 1 2  Fleitz, David L., pp. 118
36. ↑  Waldo, Ronald, pp. 230
37. ↑  Waldo, Ronald, pp. 231
38. ↑  “Hazen 'Kiki' Cuyler Dies In Ambulance While Enroute To Ann Arbor Hospital”. 《Hartford Courant》 (영어) (코네티컷주 하트퍼드). Associated Press|AP. 1950년 2월 12일. 1 (스포츠 섹션)면. 2017년 10월 29일에 확인함 – newspapers.com 경유.
39. ↑  Waldo, Ronald, pp. 232
40. ↑  “Kiki Cuyler top performances at retrosheet.org”. 《retrosheet.org》 (영어). 2022년 9월 30일에 확인함.
41. 1 2  “Cubs Single Season Records”. 《Baseball-Reference.com》 (영어). 2019년 10월 25일에 확인함.
42. ↑  “Pirates Career Records”. 《Baseball-Reference.com》 (영어). 2019년 10월 25일에 확인함.
43. ↑  Waldo, Ronald, pp. 233
44. ↑  Fleitz, David L., pp. 120
45. 1 2  Waldo, Ronald, pp. 238
46. ↑  Schulwitz, Steve (2018년 12월 1일). “A legend lost: Ki Cuyler's destroyed by early morning fire” (영어). 2019년 3월 3일에 확인함.

## 참고 문헌
- Corcoran, Dennis (2011). 《Induction Day at Cooperstown: A History of the Baseball Hall of Fame Ceremony》 (영어). McFarland. ISBN 9780786491476. 2019년 10월 24일에 확인함.
- Fleitz, David L. (2015). 《More Ghosts in the Gallery: Another Sixteen Little-Known Greats at Cooperstown》 (영어). McFarland. ISBN 9780786480623. 2019년 10월 24일에 확인함.
- Parker, Clifton B. (2010). 《Fouled Away: The Baseball Tragedy of Hack Wilson》 (영어). McFarland. ISBN 9780786481392. 2019년 10월 24일에 확인함.
- Skipper, John C. (2015). 《Dazzy Vance: A Biography of the Brooklyn Dodger Hall of Famer》 (영어). McFarland. ISBN 9780786481798. 2019년 10월 24일에 확인함.
- Waldo, Ronald T. (2012). 《Hazen "Kiki" Cuyler: A Baseball Biography》 (영어). McFarland. ISBN 9780786491322. 2019년 10월 21일에 확인함.
- Waldo, Ronald T. (2014). 《The Battling Bucs of 1925: How the Pittsburgh Pirates Pulled Off the Greatest Comeback in World Series History》 (영어). McFarland. ISBN 9780786487899. 2019년 10월 24일에 확인함.